# R-7 (famille de lanceurs)
La famille de lanceurs R-7 est constituée de l'ensemble des lanceurs dérivés de la R-7 Semiorka premier missile balistique intercontinental développé par l'Union soviétique. Tous ces lanceurs partagent les mêmes caractéristiques générales au niveau des deux premiers étages avec des performances légèrement améliorées dans les dernières versions. Les différences notables se situent au niveau des troisième et quatrième étages. Le missile balistique original a une carrière opérationnelle très brève tandis que les versions les plus récentes de cette famille, les Soyouz-U, Soyouz-FG et le Soyouz-2, continuent à jouer un rôle central dans les lancements de charge utile de masse moyenne en orbite basse.

## Historique

Quelques lanceurs de la famille R-7

## Lanceurs de la famille R-7
| Lanceur            | indice GRAU | Utilisation        | Caractéristiques | Caractéristiques | Caractéristiques | Caractéristiques        | Caractéristiques | Caractéristiques                                   | Premier vol Dernier vol           | Lancements Échecs (maj mai 2016) | Remarques |
| Lanceur            | indice GRAU | Utilisation        | Accélérateurs    | Premier étage    | Deuxième étage   | Troisième étage         | Autre | Charge utile                                       | Premier vol Dernier vol           | Lancements Échecs (maj mai 2016) | Remarques |
| ------------------ | ----------- | ------------------ | ---------------- | ---------------- | ---------------- | ----------------------- | --- | -------------------------------------------------- | --------------------------------- | -------------------------------- | --- |
| R-7 Semiorka       | 8K71        | Missile balistique | 4xRD-107-8D74    | RD-108-8D75      | -                | -                       | - | -                                                  | 15 mai 1957 27 février 1961       | 27/9                             | Premier missile intercontinental |
| Spoutnik-PS        | 8K71PS      | Lanceur            | 4xRD-107-8D74PS  | RD-108-8D75PS    | -                | -                       | Identique au missile balistique                                                                                        | Orbite basse : 500 kg                              | 4 octobre 1957 3 novembre 1957    | 2/0                              | A lancé les 2 premiers satellites au monde (Spoutnik 1 et 2) et le premier être vivant dans l'espace (chienne Laïka)                |
| Spoutnik           | 8A91        | Lanceur            | 4xRD-107-8D76    | RD-108-8D77      | -                | -                       | - | Orbite basse : 1 327 kg                            | 27 avril 1958 15 mai 1958         | 2/1                              | A lancé Spoutnik 3 |
| Luna (Vostok-L)    | 8K72        | Lanceur            | 4xRD-107         | RD-108           | Bloc E / RO-5    | -                       | - | Orbite basse : 4 730 kg Transfert lunaire : 280 kg | 23 septembre 1958 16 avril 1960   | 9/7                              | Lancement de la première sonde lunaire (Luna)                                                                                       |
| R-7A Semiorka      | 8K74        | Missile balistique | 4xRD-107-8D74    | RD-108-8D75      | -                | -                       | - | -                                                  | 23 décembre 1959 25 juillet 1967  | 21/3                             | Version améliorée du missile balistique                                                                                             |
| Vostok             | 8K72L       | Lanceur            | 4xRD-107         | RD-108           | Bloc E / RO-5    | -                       | Luna avec un 2e étage élargi pour accueillir vaisseau Vostok                                                           | Orbite basse : 4 550 kg                            | 15 mai 1960 1er décembre 1960     | 4/1                              | Utilisé uniquement pour les tests du vaisseau Vostok                                                                                |
| Molnia             | 8K78        | Lanceur            | 4xRD-107         | RD-108           | Bloc I / RD-0110 | Bloc L                  | - | Transit Mars : 1 tonne Transit Lune 1,5 tonne      | 20 janvier 1960 3 décembre 1965   | 26/14                            | Premières sondes martiennes, atterrisseurs lunaires                                                                                 |
| Vostok-K           | 8K72K       | Lanceur            | 4xRD-107         | RD-108           | Bloc E / 8D719   | -                       | - | Orbite basse : 4 730 kg                            | 22 décembre 1960 10 juillet 1964  | 13/2                             | Utilisée pour les vols habités du Programme Vostok. A lancé le premier homme dans l'espace, Youri Gagarine                          |
| Molnia-L           | 8K78L       | Lanceur            | 4xRD-107         | RD-108           | Etage LOx/LH2    | Etage LOx/LH2           | - | Transit Lune : 5 000 kg                            | Pas développée                    | Pas développée                   | Étudié pour un survol de la Lune par une mission habitée (1962)                                                                     |
| Vostok-2           | 8A92        | Lanceur            | 4xRD-107         | RD-108           | Bloc E / 8D719   | -                       | - | Orbite basse : 4 730 kg                            | 1er juin 1962 12 mai 1967         | 45/5                             | Lancement de satellites de reconnaissance Zenit                                                                                     |
| Polyot             | 11A59       | Lanceur            |                  |                  |                  |                         | Version à 2 étages de la Vostok 11A57                                                                                  | Orbite basse (300 km) 1 400 kg                     | 1er novembre 1963 12 avril 1964   | 2/0                              | Développée pour lancer le modèle de vol du prototype de satellite ASAT de Tchelomei                                                 |
| Voskhod            | 11A57       | Lanceur            | 4xRD-107         | RD-108           | Bloc I / RD-0110 | -                       | - | Orbite basse :                                     | 16 novembre 1963 29 juin 1976     | 300/23                           | Lancement des missions habitées Voskhod 1 et Voskhod 2, satellites de reconnaissance Zenit                                          |
| Molnia-M           | 8K78M       | Lanceur            | 4xRD-107MM       | RD-108MM         | Bloc I / RD-0110 | Bloc ML, MVL, 2BL, SO-L | - | Orbite basse :                                     | 19 février 1964 30 septembre 2010 | 297/21                           | |
| Vostok-2M          | 8A92M       | Lanceur            | 4xRD-107         | RD-108           | Bloc E / 8D719   | -                       | - | Orbite basse :                                     | 28 aout 1964 29 aout 1991         | 94/2                             | |
| Soyouz/Vostok      | 11A510      | Lanceur            | 4xRD-107         | RD-108           | RD-109           | RD-861                  | - | Orbite basse : 4 500 kg                            | 27 décembre 1965 20 juillet 1966  | 2/0                              | Développée pour le lancement de 2 prototypes de satellites RORSAT                                                                   |
| Soyouz             | 11A511      | Lanceur            | 4xRD-107         | RD-108           | Bloc I / RD-0110 | -                       | Télémétrie allégée et moteurs optimisés // 11A57                                                                       | Orbite basse : 6 540 kg                            | 28 novembre 1966 24 mai 1975      | 30/2                             | Utilisée pour lancer plusieurs vols habités du Programme Soyouz. Remplace plusieurs modèles précédents (8k74, 8k78,8k72,8a91,11a57) |
| Soyouz-B           | 11K55       | Lanceur            |                  |                  |                  |                         | | -                                                  | Pas développée                    | Pas développée                   | Prévue pour la mission de survol de la Lune (1963) annulée                                                                          |
| Soyouz-V           | 11K56       | Lanceur            |                  |                  |                  |                         | | -                                                  | Pas développée                    | Pas développée                   | Prévue pour la mission de survol de la Lune (1963) annulée                                                                          |
| Soyouz-R           | 11A514      | Lanceur            |                  |                  |                  |                         | Orbite basse : 6 700 kg                                                                                                | -                                                  | Pas développée                    | Pas développée                   | Prévue pour le lancement du Soyouz R militaire (annulé en 1966)                                                                     |
| Soyouz-L           | 11A511L     | Lanceur            | 4xRD-107         | RD-108           | Bloc I / RD-0110 | -                       | Structure renforcée et coiffe élargie / 11A511                                                                         | Orbite basse : 5 500 kg                            | 24 novembre 1970 12 aout 1971     | 3/0                              | Test module lunaire soviétique LK                                                                                                   |
| Soyouz-M           | 11A511M     | Lanceur            | 4xRD-107         | RD-108           | Bloc I / RD-0110 | -                       | Développée pour les besoins du vaisseau Soyouz militaire (abandonné) Variante de la 11A511U avec différences inconnues | Orbite basse : 6 600 kg                            | 27 décembre 1971 31 mars 1976     | 8/0                              | Lancement de certains satellites de reconnaissance Zenit-MT                                                                         |
| Soyouz-U           | 11A511U     | Lanceur            | 4xRD-107         | RD-108           | Bloc I / RD-0110 | -                       | - | Orbite basse : 7 200 kg (200 km)                   | 18 mai 1973 En service            | 773/20                           | Utilisée pour de nombreux vols habités du Programme Soyouz                                                                          |
| Soyouz-U2          | 11A511U2    | Lanceur            | 4xRD-107         | RD-108           | Bloc I / RD-0110 | -                       | Variante de la 511U utilisant du kérosène synthétique (sintin)                                                         | Orbite basse : 7 050 kg (200 km)                   | 23 décembre 1982 3 septembre 1995 | 92?/2?                           | Utilisée pour les vols habités du Programme Soyouz                                                                                  |
| Soyouz-U Ikar      | 11A511U     | Lanceur            | 4xRD-117         | RD-118           | Bloc I / RD-0110 | Ikar / 17D61            | L'étage Ikar dérive du module de propulsion du satellite Iantar                                                        | Orbite basse : 4 100 kg                            | 9 février 1999 22 novembre 1999   | 6/0                              | Lancement de grappes de satellites Globalstar                                                                                       |
| Soyouz-FG          | 11A511U-FG  | Lanceur            | 4xRD-107A        | RD-108A          | Bloc I / RD-0110 | -                       | - | Orbite basse :                                     | 20 mai 2001 En service            | 45/0                             | Utilisée pour les vols habités du Programme Soyouz                                                                                  |
| Soyouz 2.1a Fregat | 14A14A      | Lanceur            | 4xRD-107A        | RD-108A          | Bloc I / RD-0110 | Fregat / S5.92          | - | Orbite héliosynchrone : 4 450 kg Molnia : 1 990 kg | 8 novembre 2004 En service        | 10/1                             | |
| Soyouz 2.1b Fregat | 14A14B      | Lanceur            | 4xRD-107A        | RD-108A          | Bloc I / RD-0124 | Fregat / S5.92          | - | Orbite basse : 5 500 kg GTO : 3 060 kg             | 27 décembre 2006 En service       | 7/0                              | |
| Soyouz 2.1v        | 14A15       | Lanceur            | NK-33            | Bloc I /RD-0124  | Bloc I / RD-0124 | Volga / S5.461          | - | Orbite basse : 3 000 kg                            | 28 décembre 2013 En service       | 2/2                              | Lanceur léger avec un 1er étage nouveau                                                                                             |

### Sources
- Christian Lardier et Stefan Barensky, Les deux vies de Soyouz, Paris, Editions Edite, coll. « Histoire des sciences », 2010, 415 p. (ISBN 978-2-846-08266-2, OCLC 758791376, BNF 42293729)